# Hibridación somática

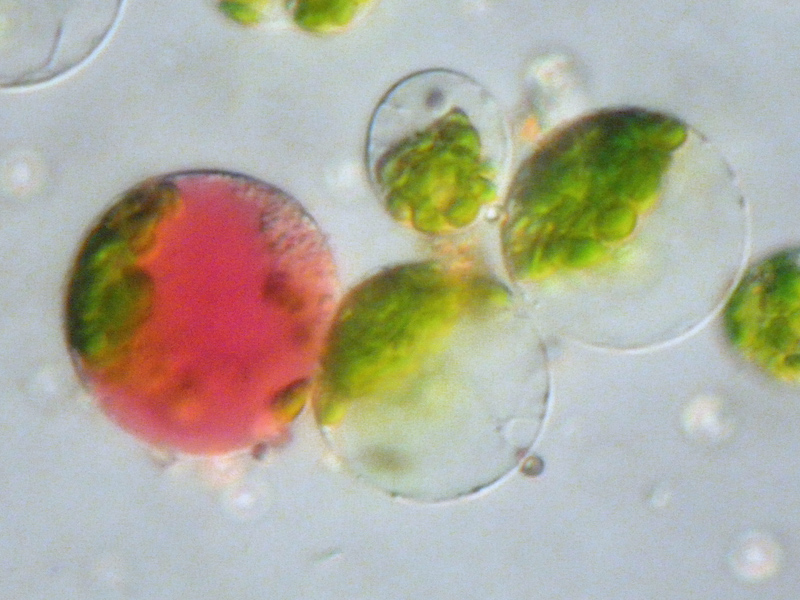
Hibridación somática entre protoplastos de una hoja (con cloroplastos) y los de un pétalo (con la vacuola coloreada).

En biotecnología, la hibridación somática es el proceso por el cual se obtienen plantas híbridas a partir de la fusión de
células o de protoplastos derivados de células somáticas. Esta técnica surgió hace unos 30 años como una herramienta muy promisoria para sortear problemas de incompatibilidad precigótica. 
La hibridación somática, si bien presenta algunas limitaciones, tales como una elevada esterilidad de los híbridos resultantes o la imposibilidad de regenerar plantas en algunos casos, demostró ser útil en la mejora genética de cultivos, principalmente por permitir la introgresión limitada de genes de especies silvestres en los cultivos. Se utiliza, por ejemplo, cuando se quiere transferir resistencia a enfermedades o tolerancia a estreses. También permite la obtención de citoplasmas híbridos (cíbridos).  La hibridación asimétrica y cibridización sirve como puente para la transferencia de genes individuales.